# Bistrica (gmina Mojkovac)
Bistrica (cyr. Бистрица) – wieś w Czarnogórze, w gminie Mojkovac. W 2011 roku liczyła 102 mieszkańców.